# Gustav Sundelin
Karl Gustav Uno Sundelin, född 6 oktober 1889 i Uppsala, död 29 juli 1952 i Helga Trefaldighets församling, Uppsala, var en svensk lantbruksforskare och professor.
Mellan 1911 och 1913 studerade han vid Ultuna lantbruksinstitut, och mellan 1913 och 1914 studerade han vid Uppsala Universitet. Under 1915 och 1916 var han föreståndare för Östergötlands filial vid Sveriges utsädesförening. Mellan 1916 och 1927 var han i samma förening försteassistent vid föreningens huvudsäte i Svalöv. Samtidigt som han var försteassistent arbetade han som extralärare vid Fridhems folkhögskola. Mellan 1922 och 1924 var han dessutom lärare vid Svalövs fortsättningsskola.
1925 återupptog han sina studier (den här gången vid LU) och blev filosofie licentiat 1927. 1933 blev han professor och föreståndare för jordbruks- och växtodlingsavdelningen vid Centralanstalten för försöksväsendet på jordbruksområdet i Stockholm. Efter myndighetens omorganisation och bildandet av Lantbrukshögskolan behöll han sina poster.
1938 blev han ledamot av Lantbruksakademin och var under sin levnadstid även sakkunnig i många jordbruksutredningar. Han deltog i flera större studier som rörde växtodling och växtförädling.
Vid vuxen ålder påverkades han starkt av väckelserörelsen Oxford Group, och blev sedermera känd som en religiös förkunnare. Han var initiativtagare till en religiös konferens riktad åt arbetare och bönder, och höll morgonböner i radio. Gustav Sundelin är begravd på Uppsala gamla kyrkogård.